# Бернард, Сьюзан
Сью́зан Бе́рнард (англ. Susan Bernard; 11 февраля 1948, Лос-Анджелес, Калифорния — 21 июня 2019, Лос-Анджелес, Калифорния) — американская модель, писательница, актриса кино и телевидения, бизнесвумен.

## Биография
Сьюзан Бернард родилась 11 февраля 1948 года в Лос-Анджелесе (штат Калифорния, США) в еврейской семье. Отец — Бруно Бернард (1912—1987), немецкий еврей, бежавший из Германии в 1937 году. В США он стал известен как голливудский фотограф, прославившийся своими пинап- и гламур-фотографиями звёзд, в том числе Мэрилин Монро. Мать — актриса театра Рут Брэнд.
В 1965 году 17-летняя Сьюзан впервые появилась на киноэкране: она исполнила небольшую роль в известном эксплуатационном фильме «Мочи, мочи их, киска!». Впрочем, востребованной актрисой девушка не стала: за восемь лет кино-карьеры (1965—1973) она сыграла лишь в восьми полнометражных фильмах и четырёх эпизодах трёх сериалов.
В декабре 1966 года Сьюзан была девушкой месяца журнала Playboy — она стала второй женщиной-еврейкой, добившегося такого признания (первой в мае 1959 года стала Синди Фуллер). Много позднее, в 1998 году, в интервью журналу Femme Fatales Бернард заявила: «Я стала первой еврейкой-девственницей младше 18 лет, которая появилась на развороте [журнала Playboy] на фоне рождественской ёлки». Также она добавила, что «никогда ни перед кем [до замужества] не обнажалась, кроме матери и Касилли».
В 1987 году Бернард основала компанию Bernard of Hollywood Publishing/Renaissance Road, Inc., которая занимается архивными фотографиями Бруно Бернарда, и стала её президентом.

### Личная жизнь
В 1974 году Сьюзан вышла замуж за известного актёра и драматурга Джейсона Миллера (1939—2001). Брак окончился разводом четыре года спустя, от него остался сын, Джошуа Джон Миллер (род. 1974), ставший известным актёром, сценаристом, режиссёром и писателем. Во время брака Сьюзан являлась мачехой будущего известного актёра Джейсона Патрика (род. 1966).

## Избранная фильмография
Широкий экран
- 1965 — Мочи, мочи их, киска! / Faster, Pussycat! Kill! Kill! — Линда
- 1969 — Нежное прикосновение / That Tender Touch — Терри Мэннинг
- 1970 — Финкс / The Phynx — «Лондонский животик»
- 1972 — Некромантия[англ.] / Necromancy — Нэнси
- 1973 — Из породы убийц[англ.] / The Killing Kind — Тина Мур

Телевидение
- 1969 — Комната 222[англ.] / Room 222 — Джоллен (в эпизоде Funny Boy; в титрах не указана)
- 1971 — Деревенщина из Беверли-Хиллз[англ.] / The Beverly Hillbillies — девушка (в 2 эпизодах)
- 1971 — Семья Смитов[англ.] / The Smith Family — Линда (в эпизоде No Place to Hide)

## Избранная библиография
В конце XX — начале XXI века Сьюзан Бернард выпустила шесть книг, посвящённых, в основном, работе своего отца как фотографа Мэрилин Монро:
- 1993 — «Bernard of Hollywood's Marilyn», изд. St. Martin's Press[11]
- 2003 — «Bernard of Hollywood: The Ultimate Pin-Up Book», изд. Taschen. Книга переведена более, чем на 27 языков[9].
- 2011 — «Marilyn: Intimate Exposures», изд Sterling Signature[4][12][13]